# خليل الله الثاني
خليل الله الثاني (بالفارسية: خلیل الله دوم) هو الشروانشاه الحادي والأربعين، الذي حكم شروان تحت السيادة الصفوية بين 1524-1535.

## فترة حكمه
ولد باسم خليل ثم اتخذ الاسم الملكي لخليل الله الثاني بعد وفاة والده عام 1524. وكان متزوجًا من ابنة إسماعيل الأول، وأخت طهماسب الأول باري خان خانم في 4 أكتوبر 1521.

## علاقاته مع الصفويين
بعد وفاة إسماعيل الأول، كان الشاه الجديد طهماسب الأول مشككًا بالشروانشاه الجديد. وقد تزايدت هذه الشكوك عندما منح الأخير اللجوء لخائن الصفويين - حاكم جيلان سلطان مظفر. ومع ذلك، قبل أن يطالب بالعفو، توفي خليل الله بشكل غير متوقع بدون مشكلة، وخلفه فاروخ يسار الثاني.